# Folketeateret
Folketeateret er et teater i Folketeaterpassagen mellem Storgata og Youngstorget i Oslo. Indtil 2008 husede lokalet Den norske opera, som flyttede til sin nye bygning i Bjørvika. I marts 2009 åpnet Folketeateret som et privat teater. Hilde Lystad var det nyoprettede teaters første direktør.
Salen har i dag 1400 siddepladser, og det er dermed Norges største teater. Knud Dahl har vært det private teaterselskabets direktør siden efteråret 2011.